# 拉沃德弗雷图瓦
拉沃德弗雷图瓦（法語：Lavault-de-Frétoy，法語發音：[lavo də fʁetwa]）是法国涅夫勒省的一个市镇，属于希农堡（城）区。

## 地理
拉沃德弗雷图瓦（47°6'21"N, 4°0'46"E）面积15.27 平方千米，位于法国勃艮第-弗朗什-孔泰大區涅夫勒省，该省份为法国中部省份，北至约讷省，西北接卢瓦雷省，西接谢尔省，南至阿列省，东南接索恩-卢瓦尔省，东临科多尔省。
与拉沃德弗雷图瓦接壤的市镇（或旧市镇、城区）包括：普朗谢、阿尔勒夫、阿诺、科朗西。

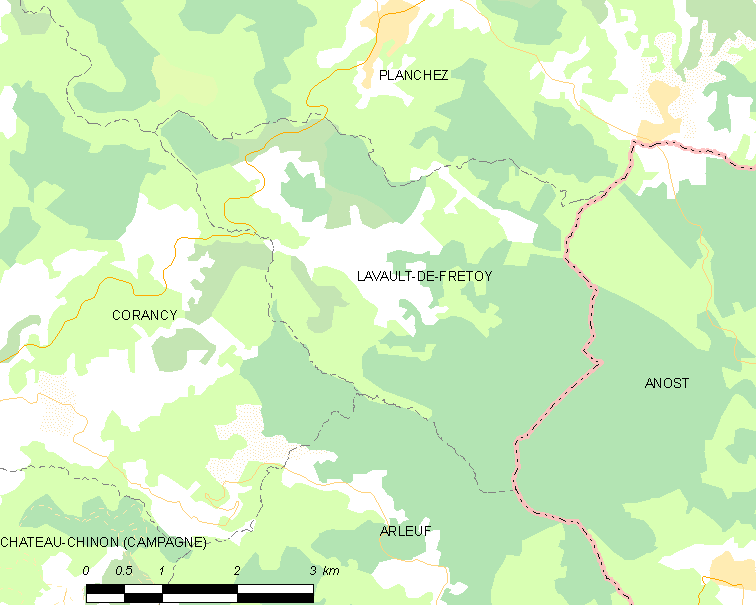
拉沃德弗雷图瓦的OSM定位图

拉沃德弗雷图瓦的时区为UTC+01:00、UTC+02:00（夏令时）。

## 行政
拉沃德弗雷图瓦的邮政编码为58230，INSEE市镇编码为58141。

## 政治
拉沃德弗雷图瓦所属的省级选区为希农堡县。

## 人口

1962-2008年间拉沃德弗雷图瓦人口变化图示

拉沃德弗雷图瓦于2022年1月1日时的人口数量为69人。